# 張海鵬
張 海鵬（ちょう かいほう）は中華民国・満洲国の軍人。北京政府、奉天派に属し、後に満洲国に参加した。字は仙濤。別名は連渓。綽名は張大麻子。

## 事績

### 奉天派での活動
元々は盗賊追捕の任にあった。しかし日清戦争を境に、馬賊の馮徳麟配下となる。日露戦争後に馮に従って清朝に帰順し、張海鵬は巡防隊管帯となる。また、奉天講武堂で学習した。1910年（宣統2年）、張作霖と知り合い、義兄弟の契りを交わした。
中華民国が成立した1912年（民国元年）12月、張海鵬は第28師第55旅旅長（第28師師長：馮徳麟）に任命された。1917年（民国6年）、張勲復辟に呼応して挙兵した馮が張作霖に逮捕され、失脚する。以後、張海鵬は張作霖配下に転じた。1921年（民国10年）、張海鵬は中東鉄道護路軍哈満副司令に任命され、1923年（民国12年）には同軍総司令に昇進した。翌年の第2次奉直戦争の後に、奉天騎兵第1遊撃隊統領となった。1927年（民国16年）、遼寧洮遼（または洮南）鎮守使兼東北騎兵第32師師長に任命された。

### 満洲国での活動

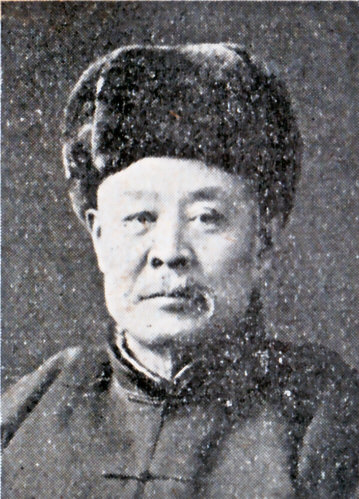
張海鵬別影
『改訂 現代支那人名鑑』(1928年）

1931年（民国20年）9月18日に満洲事変（九・一八事変）が勃発すると、その直後の21日に張海鵬は関東軍に降伏した。10月1日に張は独立宣言を発布し、洮索辺境保安司令を自称、関東軍に呼応した。翌1932年（大同元年）3月9日、満洲国が正式に成立すると、翌10日、張は参議府参議兼執政府侍従武官処武官長に任ぜられている。同年11月、陸軍上将位を授与された。1933年（大同2年）5月、熱河省警備司令官兼熱河省省長に任ぜられ、翌1934年（大同3年）11月まで務めた。同年中に、侍従武官処武官長（この時点では治安部管轄）に再任された。1939年（康徳6年）1月、侍従武官長は治安部管轄から皇帝直轄へと改められたが、張はそのまま留任した。1941年（康徳8年）3月3日、張は武官長から勇退し、吉興がその後任となった。1944年（康徳11年）9月29日、于芷山・于琛澂と共に軍事諮議官に任命された。
満洲国が滅亡すると、張海鵬は錦州筆架山の寺院に身を隠し、中華人民共和国成立後には北京へ逃れた。しかし1951年5月20日、北京市人民政府から反革命罪として死刑判決を言い渡され、即執行された。享年85。

## 注
1. ↑  『人民日報』1951年5月23日、第5版（「八十五歳」とあり、これは数え年と考えられる）及び徐主編（2007）、1836頁による。王ほか主編（1996）、993頁は1875年（光緒元年）としている。
2. 1 2  徐（2007）、1836頁。
3. ↑  王ほか主編（1996）、993-994頁。
4. 1 2  王ほか主編（1996）、994頁。
5. ↑  「洮南鎮守使降伏」『東京朝日新聞』昭和6年（1931年）9月22日。
6. ↑  「洮遼鎮守使 張海鵬氏独立」『東京朝日新聞』昭和6年（1931年）10月3日夕刊。
7. ↑  「満洲政府の閣員 昨日正式に発表」『東京朝日新聞』昭和7年（1932年）3月11日。
8. ↑  1932年から1934年までの張海鵬の職歴については、劉ほか編（1995）、1147・1150・1151・1194頁に拠った。徐（2007）、1836頁及び王ほか主編（1996）、993-994頁の記述は、劉ほか編（1995）のものと若干差異が見られる。
9. ↑  劉ほか編（1995）、1150頁。
10. ↑  「満洲國軍首脳異動」『朝日新聞』昭和16年（1941年）3月4日。
11. ↑  「駐日満洲国大使 王允卿氏任命さる」『朝日新聞』昭和17年（1942年）9月30日夕刊、1面。
12. ↑  『人民日報』1951年5月23日、第5版。同日に処刑された著名人物としては、池宗墨・張仁蠡・富双英・張仲直などがいる。徐（2007）、1836頁によれば、張海鵬は満洲国滅亡後に天津に身を隠したが、中華人民共和国成立後の1949年に人民政府により処刑された、としているものの、これは誤りと考えられる。